# B. Jaya
B. Jaya (kannada: ಬಸಪ್ಪ ಜಯಾ)  (Kollegal, 3 de setembre de 1944 - Bangalore, 3 de juny de 2021) nascuda Basappa Jaya va ser una actriu índia, coneguda pel seu treball al cinema Kannada. Va actuar en més de 200 pel·lícules. Per la seva interpretació a la pel·lícula Gowdru, Jaya va guanyar el premi Karnataka State Film Award a la millor actriu secundària el 2004-05.

## Biografia
Jaya té les seves arrels a Kollegal, una ciutat de l'actual districte de Chamarajanagar a l'estat de Karnataka de l'Índia. Va ser la quarta de set fills de Mahadevamma i Basappa. El pare Basappa va ser un artista escènic que va aparèixer en més de 100 pel·lícules. Jaya va seguir al seu pare als escenaris i posteriorment al cinema. A partir dels anys cinquanta, va treballar a l'escenari fins al 1992. Va debutar al cinema com a actriu infantil a Bhakta Prahlada (1958).
Jaya ha guanyat premis per les pel·lícules Prathigne, Bettada Huli, Nyayave Devaru i Gowdru, l'última premiada amb el Karnataka State Film Award a la millor actriu secundària.
Jaya va morir el 3 de juny de 2021 a Bangalore a causa de malalties relacionades amb l'edat.

## Filmografia
- Bhakta Prahlada (1958)
- Dashavathara (1960)
- Nagarjuna (1961)
- Vidhi Vilasa (1962)
- Chandra Kumaara (1963)
- Kanyarathna (1963)
- Mana Mecchida Madadi (1963)
- Sathi Shakthi (1963)
- Valmiki (1963)
- Veera Kesari (1963)
- Chinnada Gombe (1964)
- Prathigne (1964)
- Shivagange Mahathme (1964)
- Beratha Jeeva (1965)
- Bettada Huli (1965)
- Chandrahasa (1965)
- Ide Mahasudina (1965)
- Sathi Savithri (1965)
- Mantralaya Mahatme (1966)
- Premamayi (1966)
- Emme Thammanna (1966)
- Beedi Basavanna (1967)
- Bellimoda (1967)
- Gange Gowri (1967)
- Bhagyada Bagilu (1968)
- Gowri Ganda (1968)
- Mannina Maga (1968)
- Mysore Tanga (1968)
- Makkale Manege Manikya (1969)
- Namma Makkalu (1969)
- Odahuttidavaru (1969)
- Eradu Mukha (1969)
- Arishina Kumkuma (1970)
- Kallara Kalla (1970)
- Sri Krishnadevaraya (1970)
- Baala Bandhana (1971)
- Bhale Adrushtavo Adrushta (1971)
- Hennu Honnu Mannu (1971)
- Hoo Bisilu (1971)
- Kasidre Kailasa (1971)
- Kula Gourava (1971)
- Mukthi (1971)
- Naguva Hoovu (1971)
- Nyayave Devaru (1971)
- Sri Krishna Rukmini Satyabhama (1971)
- Thayi Devaru (1971)
- Jaga Mecchida Maga (1972)
- Kulla Agent 000 (1972)
- Sipayi Ramu (1972)
- Bharathada Rathna (1973)
- Devaru Kotta Thangi (1973)
- Gandhada Gudi (1973)
- Mooruvare Vajragalu (1973)
- Swayamvara (1973)
- Bangaarada Panjara (1974)
- Sampathige Savaal (1974)
- Sri Srinivasa Kalyana (1974)
- Daari Tappida Maga (1975)
- Devara Gudi (1975)
- Mahadeshwara Pooja Phala (1975)
- Shubhamangala (1975)
- Bahaddur Gandu (1976)
- Makkala Bhagya (1976)
- Premada Kanike (1976)
- Raja Nanna Raja (1976)
- Babruvahana (1977)
- Banashankari (1977)
- Bhagyavantharu (1977)
- Giri Kanye (1977)
- Pavana Ganga (1977)
- Kiladi Kittu (1978)
- Vasantha Lakshmi (1978)
- Vamsha Jyothi (1978)
- Seetharamu (1979)
- Rahasya Rathri (1980)
- Gowdru (2004)
- Auto Shankar (2005)
- Milana (2007)
- Hatrick Hodi Maga (2009)
- Aithalakkadi (2010)
- Murari (2015)
- Kalpana 2 (2016)
- Cinema My Darling (2016)